# اللغة التايلندية
اللغة التايلندية هي اللغة الوطنية والرسمية لتايلند، واللغة الأم للشعب التايلندي، المجموعة العرقية المهيمنة في تايلند. اللغة التايلندية هي جزء من مجموعة تاي من العائلة اللغوية تاي كاداي. لغات تاي كاداي يعتقد بأنهم نشأؤا في ما هو الآن جنوب الصين، واقترح بعض اللغويين الصلات بينها وبين الأوسترواسياتية، أو الأوسترونيسيانية، أو العوائل اللغوية الصينية التيبتية. وهي لغة نغمية وتحليلية. تتميز بمجموعة متناسقة من الأنغام، وقواعد الإملاء معقدة، والعلامات العلائقية والأصوات المميزة، مما يجعلها صعبة التعلم لأولئك الذين لا يتكلمون بلغة متعلقة.

## تاريخ
اللغة التايلندية هي اللغة الوطنية لتايلند، تستخدم من قبل حوالي ثمانين بالمائة من الستين مليون من سكان البلاد الآسيوية الجنوبية الشرقية. اللغويون يعتبرونها «لغة نغمية أحادية المقاطع» في مجموعة كا تاي. اللغة المنطوقة يعتقد بأنها نشأت في المنطقة التي تمثل الآن الحدود بين فيتنام والصين، كفكرة يعود أصلها للشعب التايلندي. لغوياً، اللغة تتعلق باللغات المستخدمة في شرق بورما، وشمال فيتنام، ويونان، ولاووس.
اللغة التايلاندية المكتوبة قدمت من قبل ملك السوكوتاي في الفترة الثالثة، رامكامهاينج، في 1283. نظام الكتابة هذا مر بتغييرات صغيرة منذ تقديمه، بحيث يمكن للنقوش المكتوبة في عصر السوكوتاي أن تقرأ من قبل القراء التايلنديين الحديثين. الكتابة كانت مستندة على مفاهيم بالي، والمفاهيم السنسكريتية والهندية.

## الرموز التايلندية
| ก | ข | ฃ | ค | ฅ |
| ฆ | ง | จ | ฉ | ช |
| ซ | ฌ | ญ | ฎ | ฏ |
| ฐ | ฑ | ฒ | ณ | ด |
| ต | ถ | ท | ธ | น |
| บ | ป | ผ | ฝ | พ |
| ฟ | ภ | ม | ย | ร |
| ล | ว | ศ | ษ | ส |
| ห | ฬ | อ | ฮ |   |

## وصلات خارجية
- اللغة التايلندية
- قاموس تايلندي متعدد اللغات